# Melloplana japonica
Melloplana japonica is een platworm (Platyhelminthes). De worm is tweeslachtig. De soort leeft in het zoute water.
Het geslacht Melloplana, waarin de platworm wordt geplaatst, wordt tot de familie Pleioplanidae gerekend. De wetenschappelijke naam van de soort werd voor het eerst geldig gepubliceerd in 1937 door Kato.